# بيل هال
بيل هال (بالإنجليزية: Bill Hall) هو لاعب كرة قاعدة أمريكي، ولد في 28 ديسمبر 1979 في نيتليتون في الولايات المتحدة.

## وصلات خارجية
- بيل هال على موقع دوري كرة القاعدة الرئيسي (الإنجليزية)
- بيل هال على موقعبيزبول رفرنس.كوم (الدوري الرئيسي) (الإنجليزية)
- بيل هال على موقعبيزبول رفرنس.كوم (الدوري الثانوي) (الإنجليزية)
- بيل هال على موقع إي إس بي إن.كوم (أم.أل.بي) (الإنجليزية)
- بيل هال على موقع مشجعي الرسوم البيانية (الإنجليزية)